# Żywisław
Żywisław – imię męskie, prawdopodobnie neologizm utworzony na wzór imion słowiańskich. Nienotowane w źródłach staropolskich. Człon Żywi- jest niespotykany w staropolskich imionach dwuczłonowych.
Żeński odpowiednik: Żywisława.